# Il bacio del serpente
Il bacio del serpente (The Serpent's Kiss) è un film del 1997 diretto da Philippe Rousselot.